# Vlag van Halsteren

Vlag van de gemeente Halsteren
(1980-1997)

Vlag van de gemeente Halsteren
(1976-1980)

De vlag van Halsteren werd op 23 oktober 1980 bij raadsbesluit vastgesteld als de gemeentelijke vlag van de Noord-Brabantse gemeente Halsteren. De vlag was overigens naar een idee van Willem van Ham al in 1968 ontworpen door de Stichting voor Banistiek en Heraldiek te Muiderberg. Met de officiële bevestiging wachtte men dus 12 jaar. De vlag is in het raadsbesluit als volgt beschreven:
Zeven banen groen-wit-groen enzovoorts in een hoogteverhouding van  6:1:2:1:2:1:6 als vlucht en een broeking blauw-geel volgens de broekdiagonaal.
De kleuren zijn ontleend aan het gemeentewapen. Het ontwerp was afkomstig van de Stichting voor Banistiek en Heraldiek. De broeking symboliseert het bovenste deel van het wapen, de schenking van zijn mantel aan een bedelaar door Sint Maarten, iets dat we ook terugzien in de vlag van Utrecht. De vlucht kan verwijzen naar het onderste deel van het wapen, waarbij de maliën door dunne banen zijn vervangen.
Op 1 januari 1997 is de gemeente Halsteren opgegaan in de gemeente Bergen op Zoom, waarmee de vlag als gemeentevlag kwam te vervallen. Bij besluit van 27 februari 1997 bepaald de gemeenteraad van Bergen op Zoom dat de gemeentevlag van de voormalige gemeente Halsteren als dorpsvlag gehandhaafd bleef en de Halsteren gemeentevlag werd vastgesteld als de vlag van het dorp.

## Voorgaande vlag
Op 19 augustus 1976 was een vlag vastgesteld met daarop in geel op blauw een voorstelling van Sint Maarten te paard die zijn mantel met zijn zwaard doormidden snijdt en de helft aan een naakte man overhandigt, zoals ook afgebeeld in het gemeentewapen. Deze vlag, ontworpen door de Hoge Raad van Adel, werd om onbekende redenen na vier jaar vervangen.

## Verwante afbeelding

Wapen van Halsteren

Aalburg 
· Aarle-Rixtel 
· Alphen en Riel 
· Bakel en Milheeze 
· Beek en Donk 
· Beers 
· Berghem 
· Berkel-Enschot 
· Berlicum 
· Bladel en Netersel 
· Borkel en Schaft 
· Boxmeer 
· Budel 
· Chaam 
· Cuijk 
· Cuijk en Sint Agatha 
· Den Dungen 
· Diessen 
· Dinteloord en Prinsenland 
· Drunen 
· Dussen 
· Engelen 
· Erp 
· Esch 
· Escharen 
· Fijnaart en Heijningen 
· Geffen 
· Geldrop 
· Gemert 
· Giessen 
· Ginneken en Bavel 
· Grave 
· 's Gravenmoer 
· Haaren 
· Halsteren 
· Haps 
· Heesch 
· Heeswijk-Dinther 
· Heeze 
· Helvoirt 
· Hoeven 
· Hooge en Lage Mierde 
· Hooge en Lage Zwaluwe 
· Hoogeloon, Hapert en Casteren 
· Huijbergen 
· Klundert 
· Landerd 
· Leende 
· Liempde 
· Lieshout 
· Lith 
· Luyksgestel 
· Maarheeze 
· Maasdonk 
· Made en Drimmelen 
· Megen, Haren en Macharen 
· Mierlo 
· Mill en Sint Hubert 
· Moergestel 
· Nieuw-Ginneken 
· Nieuw-Vossemeer 
· Nistelrode 
· Nuland 
· Oeffelt 
· Oost-, West- en Middelbeers 
· Oploo, Sint Anthonis en Ledeacker 
· Ossendrecht 
· Oud en Nieuw Gastel 
· Oudenbosch 
· Prinsenbeek 
· Putte 
· Raamsdonk 
· Ravenstein 
· Reusel 
· Riethoven 
· Rijsbergen 
· Rijswijk 
· Roosendaal en Nispen 
· Rosmalen 
· Schaijk 
· Schijndel 
· Sint Anthonis 
· Sint-Oedenrode 
· Sprang-Capelle 
· Standdaarbuiten 
· Terheijden 
· Teteringen 
· Uden 
· Udenhout 
· Veghel
· Vessem, Wintelre en Knegsel 
· Vierlingsbeek 
· Vlijmen 
· Wanroij 
· Waspik 
· Werkendam 
· Westerhoven 
· Willemstad 
· Woudrichem 
· Wouw 
· Zeeland 
· Zevenbergen
Acht
· Alphen
· Bavel
· Berghem
· Berlicum
· Biest-Houtakker
· Borkel en Schaft
· Chaam
· Cromvoirt
· Cuijk
· Den Dungen
· Dinteloord
· Effen
· Esch
· Galder
· Geeren-Noord
· Gemonde
· Haagse Beemden
· Haaren
· Halsteren
· Helvoirt
· Herpen
· Heusden
· Langenboom
· Leur
· Megen, Haren en Macharen
· Moergestel
· Nieuw-Vossemeer
· Nuland
· Olland
· Orthen
· Princenhage
· Ravenstein
· Rosmalen
· Sint-Michielsgestel
· Sprang
· Steenbergen
· Strijbeek
· Teteringen
· Ulvenhout
· Udenhout
· Velp
· Vierlingsbeek
· Waspik
· Wintelre